# Chất ăn mòn

Biểu tượng quốc tế cho hóa chất ăn mòn

Chất ăn mòn là chất có khả năng phá hủy hoặc làm hỏng các chất khác mà nó tiếp xúc thông qua phản ứng hóa học.
Thuật ngữ ăn mòn trong văn liệu dùng chữ Latin là corrosiv(e), có nguồn gốc từ động từ corrodere trong tiếng Latin, có nghĩa là gặm nhấm. Nó chỉ ra cách thức các chất này dường như "gặm nhấm" đường đi của chúng thông qua thể khối các vật liệu khác.

## Các loại phổ biến
Hóa chất ăn mòn phổ biến được phân loại thành:
1. Axit
2. Base
3. Tác nhân dehydrat
4. Tác nhân oxy hóa mạnh
5. Các halogen điện di: flo nguyên tố, clo, brom, iod, và các muối điện như natri hypochlorite hoặc các hợp chất N-chloro như chloramine-T; các ion halide không bị ăn mòn, ngoại trừ fluoride.[2]
6. Halid hữu cơ và halide hữu cơ như acetyl chloride và benzyl chloroformate
7. Anhydrid axit
8. Các tác nhân kiềm hóa như dimethyl sulfat
9. Một số vật liệu hữu cơ như phenol ("axit carbolic")

## Sử dụng
Một số hóa chất ăn mòn có giá trị cho các mục đích sử dụng khác nhau, phổ biến nhất là trong các chất tẩy rửa gia dụng. Ví dụ, hầu hết các chất tẩy rửa cống có chứa axit hoặc kiềm do khả năng hòa tan mỡ, protein hoặc khoáng chất như vôi trong ống nước.
Trong ứng dụng hóa học thường mong muốn phản ứng hóa học cao, vì tốc độ phản ứng hóa học phụ thuộc vào hoạt tính (nồng độ hiệu quả) của các thành phần tham gia phản ứng. Ví dụ, axit sunfuric xúc tác được sử dụng trong quá trình kiềm hóa trong nhà máy lọc dầu: hoạt động của carbocation, chất trung gian phản ứng, cao hơn với độ axit mạnh hơn, và do đó phản ứng tiến hành nhanh hơn. Sau khi sử dụng, chất ăn mòn thường được tái chế hoặc trung hòa. Tuy nhiên, có thể có những vấn đề môi trường với nước thải ăn mòn không được xử lý hoặc xả ngẫu nhiên.